# Зграда Старе болнице у Сремској Митровици
Зграда Старе болнице у Сремској Митровици је споменик културе од великог значаја на подручју града Сремске Митровице. Зграда је задржала основну намену болнице и део је Опште болнице у Сремској Митровици.

## Историјат
Изградња „савремене“ болничке зграде на подручју Сремске Митровице јавила се услед потреба Војне границе. Заправо, убрзо након припајања града Војној граници осетила се потреба за образовањем хуманитарне медицинске установе, која би као пуковско-општинска добротворна установа имала задатак збрињавања болесних и беспомоћних.
Петроварадинском деветом граничарском пуку била је предложена зграда старе поште (данашње здање Архива Срема), али је због њене трошности одлучено да се на истом месту подигне нова. Након прикупљања неопходних новчаних средстава, приступило се изградњи болнице, која је освећена и отворена 7. маја 1826. У приземљу и на првом спрату, издужених правоугаоних основа, биле су смештене болничке, собе за особље, кухиње, остава, депо и санитарне просторије. Имала је и два пространа подрума, а у дворишту су се налазили бунар, шупа, стаје и велика башта.

## Данашње стање
Стара болница данас постоји у измењеном облику, претрпевши током година низ измена и доградњи. Поред тога, сачувана је и првобитна намена зграде Конзерваторски радови су обављани 1990–94. и 1999. године.
Данашњи изглед зграде - На симетрично обрађеном зидном платну са једноставним полукружним прозорима у приземљу и правоугаоним на спрату, издваја се централни ризалит рашчлањен лезенама. Сокл, високи четвороводни кров покривен бибер црепом и димњаци завршени декоративним капама дају посебан акценат скромно обрађеној композицији. 